# Kanton Saint-Nicolas-de-Port
Saint-Nicolas-de-Port is een voormalig kanton van het Franse departement Meurthe-et-Moselle. Het kanton maakte deel uit van het arrondissement Nancy.

## Geschiedenis
Het kanton is werd op 22 maart 2015 opgeheven en de gemeenten werden verdeeld over één al bestaand kanton en drie kantons die op diezelfde dag opgericht werden. Dombasle-sur-Meurthe werd opgenomen in het kanton Lunéville-1, de gemeenten Ferrières, Rosières-aux-Salines, Saffais en Tonnoy in het kanton Lunéville-2, Flavigny-sur-Moselle en Richardménil in het kanton Neuves-Maisons. De overige gemeenten werden overgeheveld naar het al bestaande kanton Jarville-la-Malgrange.

## Gemeenten
Het kanton Saint-Nicolas-de-Port omvatte de volgende gemeenten:
- Azelot
- Burthecourt-aux-Chênes
- Coyviller
- Dombasle-sur-Meurthe
- Ferrières
- Flavigny-sur-Moselle
- Lupcourt
- Manoncourt-en-Vermois
- Richardménil
- Rosières-aux-Salines
- Saffais
- Saint-Nicolas-de-Port (hoofdplaats)
- Tonnoy
- Ville-en-Vermois